# Ethel Granger
Ethel Granger (12. april 1905 – 1982[kilde mangler]) var rekordholderen inden for stramme korsetter med en omkreds på 33 cm i taljen den 18. juni 1959.[kilde mangler] Til trods for at hun gik i så stramme korsetter, fik hun senere seks børn, så hun havde tilsyneladende ikke taget skade af det.[kilde mangler]